# هوندا سي بي 900 إف
هوندا سي بي 900 إف(بالإنجليزية: Honda CB900F)‏ هي دراجة نارية من تصنيع هوندا.